# San Diego Toros
El San Diego Toros fou un club de futbol estatunidenc de la ciutat de San Diego, Califòrnia.

## Història
El club va néixer el 1966 com a Los Angeles Toros de la National Professional Soccer League I. Amb la creació de la NASL la franquícia es traslladà a San Diego el 1968 mentre que Los Angeles Wolves romangué a Los Angeles.

## Temporades
Font:
| Any  | Lliga | G  | P  | E  | Pts | Temp. regular        | Playoffs                                 |
| ---- | ----- | -- | -- | -- | --- | -------------------- | ---------------------------------------- |
| 1967 | NPSL  | 7  | 10 | 15 | 114 | 5è, Western Division | No classificat                           |
| 1968 | NASL  | 18 | 8  | 6  | 186 | 1r, Pacific Division | Victòria (Kansas City) Derrota (Atlanta) |